# HAM-4mm
A 4 mm-es amatőrsáv a milliméteres hullámú tartományban lévő rádióhullám, rádióamatőrök számára kijelölt sáv. A kijelölt frekvenciatartomány: 
- Az IARU által kiadott táblázatban: 75500 – 81500 MHz.[1]
- Az NMHH által kiadott táblázatban: 76000 - 84000 MHz[2]

## Terjedési sajátosságai
A 4 mm-es amatőrsáv a milliméteres hullámú rádiófrekvenciás tartományban van, ezért leginkább a milliméteres  hullámokra jellemző terjedési tulajdonságai vannak.
Ezen a sávon a hullámok terjedését a sűrű eső vagy erős hózápor csillapítja.
- direkt terjedés

## A 4 mm-es amatőrsávra vonatkozó nemzetközisávterv[2]
| ITU 1 | ITU 2 | ITU 3 |
| --- | ----- | ----- |
| 76–77,5 GHz 1. RÁDIÓCSILLAGÁSZAT 2. RÁDIÓLOKÁCIÓ 3. Amatőr 4. Műholdas amatőr 5. Űrkutatás (űr–Föld irány) 5.149        |       |       |
| 77,5–78 GHz 1. AMATŐR 2. MŰHOLDAS AMATŐR 3. RÁDIÓLOKÁCIÓ 5.559B 4. Rádiócsillagászat 5. Űrkutatás (űr–Föld irány) 5.149 |       |       |
| 78–79 GHz 1. RÁDIÓLOKÁCIÓ 2. Amatőr 3. Műholdas amatőr 4. Rádiócsillagászat 5. Űrkutatás (űr–Föld irány) 5.149 5.560    |       |       |
| 79–81 GHz - RÁDIÓCSILLAGÁSZAT - RÁDIÓLOKÁCIÓ - Amatőr - Műholdas amatőr - Űrkutatás (űr–Föld irány) 5.149               |       |       |

- 5.149 - Frekvenciák kijelölésekor olyan más szolgálatok állomásai számára, amelyeknek a 76−86 GHz sáv fel van osztva, kívánatos, hogy az igazgatások minden gyakorlatilag lehetséges intézkedést megtegyenek annak érdekében, hogy a rádiócsillagászati szolgálatot a káros zavarástól megvédjék. Űrállomások és légijármű állomások adásai különösen komoly zavarforrást jelenthetnek a rádiócsillagászati szolgálatnak (lásd a 4.5 és a 4.6 Bekezdést, valamint a 29. Cikket). (WRC‑07)
- 5.560 - A 78−79 GHz sávban az űrállomások fedélzetén elhelyezett radarok a műholdas Föld-kutató szolgálat és az űrkutatási szolgálat keretein belül elsődleges jelleggel üzemeltethetők.

## A sávblokk Magyarországon érvényessávterve[4]
| 76–77,5 GHz                           | 76–77,5 GHz      | 76–77,5 GHz | 76–77,5 GHz                            | 76–77,5 GHz              | 76–77,5 GHz                                                       | 76–77,5 GHz                                                 | 76–77,5 GHz |
| A                                     | B                | C           | D                                      | E                        | F                                                                 | G                                                           | H |
| ------------------------------------- | ---------------- | ----------- | -------------------------------------- | ------------------------ | ----------------------------------------------------------------- | ----------------------------------------------------------- | --- |
| RÁDIÓCSILLAGÁSZAT                     |                  | P           | 1                                      | K                        | Rádiócsillagászat alkalmazásai                                    |                                                             | |
| RÁDIÓLOKÁCIÓ                          | 5.149            | E           | 1                                      | K                        | Rádiólokációs rendszerek                                          |                                                             | |
| RÁDIÓLOKÁCIÓ                          | 5.149            | E           | 3                                      | K                        | SRR a 77–77,5 GHz sávban                                          | 2004/545/EK ECC/DEC/(04)03 ETSI EN 302 264-2 MSZ EN 302 264 | 3. melléklet 5.1. pont Egyedi engedélyezési kötelezettség alól mentesítve.                                                                   |
| Amatőr                                | 5.149            | P           | 2                                      | K                        | Amatőrrádiózás                                                    | ECC/REC/(02)01 MSZ EN 301 783                               | 3. melléklet 7. pont |
| Műholdas amatőr                       | 5.149            | P           | 2                                      | K                        | Műholdas amatőrrádiózás                                           | ECC/REC/(02)01 MSZ EN 301 783                               | 3. melléklet 7. pont |
| Űrkutatás (űr–Föld irány)             | 5.149            | P           |                                        |                          |                                                                   |                                                             | |
|                                       |                  | PN          |                                        |                          | SRD                                                               |                                                             | 3. melléklet 9.1. pont |
| 3                                     | K                | PN          | Vasúti alkalmazások a 76–77 GHz sávban | 3. melléklet 9.5.1. pont |                                                                   |                                                             | |
| 3                                     | K                | PN          | TTT alkalmazások a 76–77 GHz sávban    | 3. melléklet 9.6.1. pont |                                                                   |                                                             | |
| 3                                     | K                | PN          | Rádiómeghatározó alkalmazások          | 3. melléklet 9.7.1. pont |                                                                   |                                                             | |
| 77,5–78 GHz                           |                  |             |                                        |                          |                                                                   |                                                             | |
| AMATŐR                                | 5.149            | P           | 1                                      | K                        | Amatőrrádiózás                                                    | ECC/REC/(02)01 MSZ EN 301 783                               | 3. melléklet 7. pont |
| MŰHOLDAS AMATŐR                       | 5.149            | P           | 1                                      | K                        | Műholdas amatőrrádiózás                                           | ECC/REC/(02)01 MSZ EN 301 783                               | 3. melléklet 7. pont |
| RÁDIÓLOKÁCIÓ                          | 5.149 5.559B     | E           | 3                                      | K                        | SRR                                                               | 2004/545/EK ECC/DEC/(04)03 ETSI EN 302 264-2 MSZ EN 302 264 | 3. melléklet 5.1. pont Egyedi engedélyezési kötelezettség alól mentesítve.                                                                   |
| Rádiócsillagászat                     |                  | P           | 2                                      | K                        | Rádiócsillagászat alkalmazásai                                    |                                                             | |
| Űrkutatás (űr–Föld irány)             | 5.149            | P           |                                        |                          |                                                                   |                                                             | |
|                                       |                  | PN          |                                        |                          | SRD                                                               |                                                             | 3. melléklet 9.1. pont |
| 3                                     | K                | PN          | Rádiómeghatározó alkalmazások          | 3. melléklet 9.7.1. pont |                                                                   |                                                             | |
| 78–79 GHz                             |                  |             |                                        |                          |                                                                   |                                                             | |
| RÁDIÓLOKÁCIÓ                          | 5.149            | E           | 1                                      | K                        | Rádiólokációs rendszerek                                          |                                                             | |
| RÁDIÓLOKÁCIÓ                          | 5.149            | E           | 3                                      | K                        | SRR                                                               | 2004/545/EK ECC/DEC/(04)03 ETSI EN 302 264-2 MSZ EN 302 264 | 3. melléklet 5.1. pont Egyedi engedélyezési kötelezettség alól mentesítve.                                                                   |
| Amatőr                                | 5.149            | P           | 2                                      | K                        | Amatőrrádiózás                                                    | ECC/REC/(02)01 MSZ EN 301 783                               | 3. melléklet 7. pont |
| Műholdas amatőr                       | 5.149 5.560      | P           | 2                                      | K                        | Műholdas amatőrrádiózás                                           | ECC/REC/(02)01 MSZ EN 301 783                               | 3. melléklet 7. pont |
| Rádiócsillagászat                     |                  | P           | 2                                      | K                        | Rádiócsillagászat alkalmazásai                                    |                                                             | |
| Űrkutatás (űr–Föld irány)             | 5.149 5.560      | P           |                                        |                          |                                                                   |                                                             | |
|                                       |                  | PN          |                                        |                          | SRD                                                               |                                                             | 3. melléklet 9.1. pont |
| 3                                     | K                | PN          | Rádiómeghatározó alkalmazások          | 3. melléklet 9.7.1. pont |                                                                   |                                                             | |
| 79–81 GHz                             |                  |             |                                        |                          |                                                                   |                                                             | |
| RÁDIÓCSILLAGÁSZAT                     |                  | P           | 1                                      | K                        | Rádiócsillagászat alkalmazásai                                    |                                                             | |
| RÁDIÓLOKÁCIÓ                          | 5.149            | E           | 1                                      | K                        | Rádiólokációs rendszerek                                          |                                                             | |
| RÁDIÓLOKÁCIÓ                          | 5.149            | E           | 3                                      | K                        | SRR                                                               | 2004/545/EK ECC/DEC/(04)03 ETSI EN 302 264-2 MSZ EN 302 264 | 3. melléklet 5.1. pont Egyedi engedélyezési kötelezettség alól mentesítve.                                                                   |
| Amatőr                                | 5.149            | P           | 2                                      | K                        | Amatőrrádiózás                                                    | ECC/REC/(02)01 MSZ EN 301 783                               | 3. melléklet 7. pont |
| Műholdas amatőr                       | 5.149            | P           | 2                                      | K                        | Műholdas amatőrrádiózás                                           | ECC/REC/(02)01 MSZ EN 301 783                               | 3. melléklet 7. pont |
| Űrkutatás (űr–Föld irány)             | 5.149            | P           |                                        |                          |                                                                   |                                                             | |
|                                       |                  | PN          |                                        |                          | SRD                                                               |                                                             | 3. melléklet 9.1. pont |
| 3                                     | K                | PN          | Rádiómeghatározó alkalmazások          | 3. melléklet 9.7.1. pont |                                                                   |                                                             | |
| 81–84 GHz                             |                  |             |                                        |                          |                                                                   |                                                             | |
| ÁLLANDÓHELYŰ                          | 5.149 5.338A NJÖ | P           | 1                                      | K                        | 76 GHz-es sávú állandó telephelyű, digitális pont-pont rendszerek | ECC/REC/(05)07 MSZ EN 302 217-2                             | 3. melléklet 2.5. pont Csatornaosztás: ECC/REC/(05)07 Ajánlástól eltérő is használható. Üzemben tartás egyszerűsített rádióengedély alapján. |
| ÁLLANDÓHELYŰ                          | 5.149 5.338A NJÖ | N           | 1                                      | K                        | 76 GHz-es sávú állandó telephelyű, digitális pont-pont rendszerek | ECC/REC/(05)07 MSZ EN 302 217-2                             | 3. melléklet 2.5. pont Csatornaosztás: ECC/REC/(05)07 Ajánlástól eltérő is használható. Üzemben tartás egyszerűsített rádióengedély alapján. |
| ÁLLANDÓHELYŰ                          | 5.149 5.338A NJÖ | N           | 1                                      | T                        | Katonai állandóhelyű rendszerek                                   |                                                             | |
| MŰHOLDAS ÁLLANDÓHELYŰ (Föld–űr irány) | 5.149 NJÖ        | E           | 1                                      | T                        | Műholdas állandóhelyű szolgálat alkalmazásai                      |                                                             | |
| MŰHOLDAS ÁLLANDÓHELYŰ (Föld–űr irány) | 5.149 NJÖ        | E           | 1                                      | T                        | Katonai műholdas rendszerek                                       |                                                             | |
| MOZGÓ                                 | NJÖ              | N           | 1                                      | T                        | Katonai mozgó rendszerek                                          |                                                             | |
| MŰHOLDAS MOZGÓ (Föld–űr irány)        | 5.149 NJÖ        | E           | 1                                      | T                        | Műholdas mozgószolgálati rendszerek                               |                                                             | |
| MŰHOLDAS MOZGÓ (Föld–űr irány)        | 5.149 NJÖ        | E           | 1                                      | T                        | Katonai műholdas rendszerek                                       |                                                             | |
| RÁDIÓCSILLAGÁSZAT                     |                  | P           | 1                                      | K                        | Rádiócsillagászat alkalmazásai                                    |                                                             | |
| Amatőr                                | 5.149 5.561A     | P           | 2                                      | K                        | Amatőrrádiózás                                                    | ECC/REC/(02)01 MSZ EN 301 783                               | 3. melléklet 7. pont |
| Műholdas amatőr                       | 5.149 5.561A     | P           | 2                                      | K                        | Műholdas amatőrrádiózás                                           | ECC/REC/(02)01 MSZ EN 301 783                               | 3. melléklet 7. pont |
| Űrkutatás (űr–Föld irány)             | 5.149            | P           |                                        |                          |                                                                   |                                                             | |
|                                       |                  | PN          |                                        |                          | SRD                                                               |                                                             | 3. melléklet 9.1. pont |
| 3                                     | K                | PN          | Rádiómeghatározó alkalmazások          | 3. melléklet 9.7.1. pont |                                                                   |                                                             | |

- Az A oszlop meghatározza az adott sávhoz rendelt egyes rádiószolgálatokat
- A B oszlop meghatározza a vonatkozó lábjegyzetet, a harmonizált katonai sávra
- A C oszlop meghatározza a polgári, a nem polgári vagy az együttes célú használatra történő felosztást. A polgári célú felosztást P, a nem polgári célút N és az együttes célút E jelöli.
- A D oszlop meghatározza az alkalmazás jellegét. Az elsődleges jelleget 1-es, a másodlagos jelleget 2-es, a harmadlagos jelleget 3-as szám jelöli.
- Az E oszlop meghatározza az alkalmazás használatbavételi lehetőségét. A kijelölt kategóriát K, a tervezett kategóriát T jelöli.
- Az F oszlop meghatározza az alkalmazás megnevezését.
- A G oszlop tartalmazza a vonatkozó nemzetközi és hazai dokumentumokra hivatkozásokat
- A H oszlop tartalmazza a frekvenciasávok használata során alkalmazandó további rádióspektrum-gazdálkodási követelményeket és jellemzőket, valamint sávhasználati feltételeket.

## Felosztása[5]
| Frekvenciatartomány (Hz) | Frekvenciatartomány (Hz) | Használható adóteljesítmény (W) | Használható adóteljesítmény (W) | Használható adóteljesítmény (W) | Használható sávszélesség (Hz) | Üzemmód/felhasználás                                                                    | Engedélyezett adásmód                                                   | Engedélyezett adásmód                                                   | Engedélyezett adásmód |
| Kezdete                  | Vége                     | Kezdő                           | CEPT                            | HAREC                           | Használható sávszélesség (Hz) | Üzemmód/felhasználás                                                                    | Kezdő                                                                   | CEPT                                                                    | HAREC |
| ------------------------ | ------------------------ | ------------------------------- | ------------------------------- | ------------------------------- | ----------------------------- | --------------------------------------------------------------------------------------- | ----------------------------------------------------------------------- | ----------------------------------------------------------------------- | --- |
| 75500000000              | 76000000000              |                                 |                                 |                                 | 2700                          | - Bármely keskenysávú adásmód - Műholdas összeköttetések - 75976200000 - Aktivitásközép | Ez a sávrész Magyarország területén nem használható amatőrforgalmazásra | Ez a sávrész Magyarország területén nem használható amatőrforgalmazásra | Ez a sávrész Magyarország területén nem használható amatőrforgalmazásra                                                                              |
| 76000000000              | 77500000000              | 0                               | 0                               | 30                              |                               | Bármely adásmód 76032200000 - aktivitásközép                                            |                                                                         |                                                                         | A1A, A1B, A1C, A1D, A2A, A2B, A2C, A2D, A3C, A3E, F1A, F1B, F1C, F1D, F2A, F2B, F2C, F2D, F3C, F3E, F3F, J2A, J2B, J2C, J2D, J2E, J3C, J3E, J3F, R3E |
| 77500000000              | 77501000000              | 0                               | 0                               | 30                              | 2700                          | Keskenysávú műholdas összeköttetések - 77500200000 - aktivitásközép                     |                                                                         |                                                                         | A1A, A1B, A1C, A1D, A2A, A2B, A2C, A2D, A3C, F1A, F1B, F1C, F1D, F2A, F2B, F2C, F2D, F3C, F3E, F3F, J2A, J2B, J2C, J2D, J2E, J3C, J3E, R3E           |
| 77501000000              | 78000000000              | 0                               | 0                               | 30                              |                               | Szélessávú műholdas összeköttetések                                                     |                                                                         |                                                                         | A1A, A1B, A1C, A1D, A2A, A2B, A2C, A2D, A3C, A3E, F1A, F1B, F1C, F1D, F2A, F2B, F2C, F2D, F3C, F3E, F3F, J2A, J2B, J2C, J2D, J2E, J3C, J3E, J3F, R3E |
| 78000000000              | 81500000000              | 0                               | 0                               | 30                              |                               | Bármely adásmód                                                                         |                                                                         |                                                                         | A1A, A1B, A1C, A1D, A2A, A2B, A2C, A2D, A3C, A3E, F1A, F1B, F1C, F1D, F2A, F2B, F2C, F2D, F3C, F3E, F3F, J2A, J2B, J2C, J2D, J2E, J3C, J3E, J3F, R3E |

## Gyakorlati felhasználása
A hullámhossz méretéből adódóan már kis méretben is készíthetőek nagy nyereségű antennák, így lehetőség van kísérletezni műholdas kommunikációval. Az antennakészítés ezen a sávokon precíz, finommechanikai munkát igényel.
Amatőr használatra széles sáv került kijelölésre, így lehetőség van szélessávú üzemmódok használatára.
A sáv használata kevéssé elterjedt, mivel csak drágább készülékekbe van beleépítve ennek a sávnak a használati lehetősége. Saját készülék építése erre a sávra nagy gyakorlatot igényel, valamint ezen a frekvencián megbízható alkatrészek beszerzése is költséges.